# 12163 Manilius
12163 Manilius è un asteroide della fascia principale. Scoperto nel 1973, presenta un'orbita caratterizzata da un semiasse maggiore pari a 2,6300882 UA e da un'eccentricità di 0,0701267, inclinata di 4,38399° rispetto all'eclittica.